# 60 Minuten
60 Minuten és una pel·lícula d'acció de 2024 dirigida per Oliver Kienle. El guió se centra en un lluitador d'arts marcials mixtes que, desesperat per no perdre la custòdia de la seva filla, abandona una baralla i recorre Berlín a tot gas per veure-la el dia del seu aniversari. Es va estrenar a Netflix el 19 de gener de 2024 amb subtítols en català. En la seva primera setmana, va arribar al top 10 a 67 països.